# 莫滕·厄斯特高
莫滕·厄斯特高·克里斯滕森（丹麥語：Morten Østergaard Kristensen；1976年6月17日—），是丹麥社會自由黨的政治家，曾任丹麥社會自由黨黨魁。
厄斯特高在奥胡斯大学獲得政治學碩士學位；並在2002年至2005年擔任社會自由黨副黨魁，又在2005年丹麥大選中成功晉身丹麥國民議會。

## 外部連結
- 维基共享资源上的相關多媒體資源：莫滕·厄斯特高
- 官方网站